# Ross Butler
Ross Fleming Butler (Singapore, 17 maggio 1990) è un attore singaporiano naturalizzato statunitense.

## Biografia
Butler è nato a Singapore da madre cinese-malese e padre di origini inglesi e olandesi. È cresciuto con sua madre a Fairfax, in Virginia.
Butler frequentò la Langley High School, diplomandosi nel 2008, poi si iscrisse alla Ohio State University, ma se ne andò dopo un anno. Si è trasferito a Los Angeles poco dopo e ha iniziato a prendere lezioni di recitazione.

## Carriera
Ha recitato nella serie Disney Channel, K.C. Agente Segreto e nei film Teen Beach 2 e Perfect High.
Nel 2017 è stato scelto come Reggie Mantle nella serie TV, Riverdale. Successivamente è stato scelto per il ruolo di Zach Dempsey in Tredici. Lasciò il cast di Riverdale a causa del suo impegno con le riprese di Tredici per cui fu sostituito da Charles Melton.
Nel 2019 ha interpretato Eugene Choi nel film di supereroi Shazam!. È stato scelto per il ruolo di Trevor, il migliore amico di Peter Kavinsky, in Tutte le volte che ho scritto ti amo, in uscita nel 2020 sulla piattaforma Netflix.

## Filmografia

### Attore

#### Cinema
- Work It Out, regia di Brandon James Salgado - cortometraggio (2013)
- Two Bedrooms, regia di Eric Becker (2014)
- Rules of the Trade, regia di Patrick Chavis (2014)
- Hacker's Game Redux, regia di Cyril Morin (2018)
- Shazam!, regia di David F. Sandberg (2019)
- P. S. Ti amo ancora (To All the Boys: P.S. I Still Love You), regia di Michael Fimognari (2020)
- Tua per sempre (To All the Boys: Always and Forever, Lara Jean), regia di Michael Fimognari (2021)
- Shazam! Furia degli dei (Shazam! Fury of the Gods), regia di David F. Sandberg (2023)
- Perfect Addiction,regia di Castille Landon (2023)
- Love in Taipei, regia di Arvin Chen (2023)

#### Televisione
- Major Crimes – serie TV, 1 episodio (2013)
- Perfect High, regia di Vanessa Parise – film TV (2015)
- Chasing Life – serie TV, 3 episodi (2015)
- Teen Beach 2, regia di Jeffrey Hornaday – film TV (2015)
- Teen Wolf – serie TV, 3 episodi (2016)
- Riverdale – serie TV, 7 episodi (2016-2017, 2021)
- K.C. Agente Segreto (K.C. Undercover) – serie TV, 8 episodi (2015-2017)
- Tredici (13 Reasons Why) – serie TV, 49 episodi (2017-2020)

### Doppiatore
- Flavors of Youth, voce di Rimo (2018)
- Raya e l'ultimo drago (Raya and the Last Dragon), regia di Don Hall e Carlos López Estrada (2021)

### Video musicali
- Graduation di Benny Blanco e Juice Wrld (2019)

## Doppiatori italiani
Nelle versioni in italiano delle opere in cui ha recitato, Ross Butler è stato doppiato da:
- Stefano Broccoletti in Shazam!, Shazam! Furia degli dei
- Alessio Nissolino in Major Crimes
- Andrea Checchi in Perfect addiction
- Edoardo Stoppacciaro in K.C. Agente Segreto
- Paolo De Santis in Tredici
- Massimo Triggiani in Riverdale
- Mauro Abbatescianna in Tua per sempre
- Gabriele Vender in Love in Taipei

Da doppiatore è sostituito da:
- Federico Talocci in Raya e l'ultimo drago